# ميرا فرانسيس
ميرا فرانسيس (بالإنجليزية: Myra Frances)‏ هي ممثلة بريطانية، ولدت في 10 مارس 1943.

## وصلات خارجية
- ميرا فرانسيس على موقع IMDb (الإنجليزية)
- ميرا فرانسيس على موقع قاعدة بيانات الفيلم (الإنجليزية)